# Photographe de plateau
Un photographe de plateau — ou photographe de tournage — est un photographe qui, dans une équipe de tournage de film, est chargé de doubler, sur un support photographique fixe, les actions qui se déroulent dans le champ de la caméra.
Parmi les grands photographes de plateau citons : Lucienne Chevert, Roger Forster, Sam Levin, Raymond Voinquel, Raymond Cauchetier, Rémy Duval, etc.

## Métier
Le photographe de plateau n'intervient pas dans le déroulement d'un tournage de film et ne participe en aucune façon à la fabrication même du film.
Il est présent afin d'assurer les images qui serviront à l'affichage à l'entrée des salles et de fournir aux supports fixes de la presse (journaux et magazines) des illustrations qui permettront la promotion du film avant sa sortie en salle ou en DVD et Blu-Ray.
Il est censé fournir également des photos montrant des scènes de tournage (comédiens, techniciens, caméras, etc.) et des portraits des principaux comédiens (réalisation de l'affiche, photographique ou dessinée).

### Droits artistiques et patrimoniaux
Au niveau international, les photos de plateau demeurent la propriété de la société productrice du film, en dehors de tout droit d'auteur du photographe qui a le statut de technicien salarié et non d'artiste photographe. 
En France et dans quelques autres pays européens[source insuffisante], ainsi qu'aux États-Unis et au Japon, le photographe de plateau, malgré son statut de salarié, reste propriétaire des droits artistiques et patrimoniaux des clichés pour lesquels il a apporté une touche personnelle (donc en dehors des photos se contentant de reproduire les cadrages de plans caractéristiques du film).

## Technique
La majorité des « photos de film » sont prises indépendamment du tournage, des plans du film, permettant au photographe de plateau de prendre de nombreux clichés d'une même action.
Parfois, le photographe de plateau les prend pendant le tournage et dans ce cas, il utilise un appareil silencieux (numérique) ou enfermé dans un blimp, pour supprimer le bruit de l'obturateur, et ainsi ne pas perturber la prise de son quand celle-ci est effectuée directement sur le plateau. 
Le tournage de plans muets, ou une prise de son « témoin », qui sera remplacée en postproduction par un son postsynchronisé (dialogue et ambiance), ne nécessite pas une telle précaution.
Raymond Cauchetier, photographe de plateau, raconte que la célèbre photo de Jean-Paul Belmondo et Jean Seberg déambulant sur les Champs-Élysées dans le film À bout de souffle (Jean-Luc Godard, 1959, sorti en 1960), a été prise à l'écart du tournage : « Ce qui est bon pour le cinéma ne l’est pas toujours pour la photo. Pour la séquence des Champs-Élysées, j’ai préféré, et c’était une première, emmener les comédiens loin de la foule, en bas de l’avenue, pour rejouer la scène. Seuls les professionnels savent que cette photo, qui a fait le tour du monde, n’est pas une photo du film. »